# Gesamtanlage Altstadt Besigheim

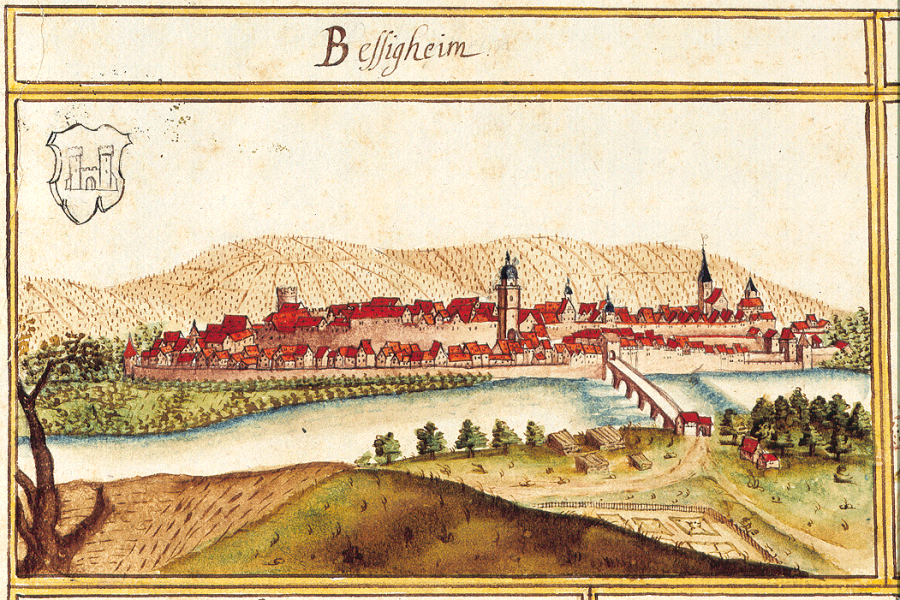
Ansicht von Besigheim aus den Forstlagerbüchern von Andreas Kieser (1682)

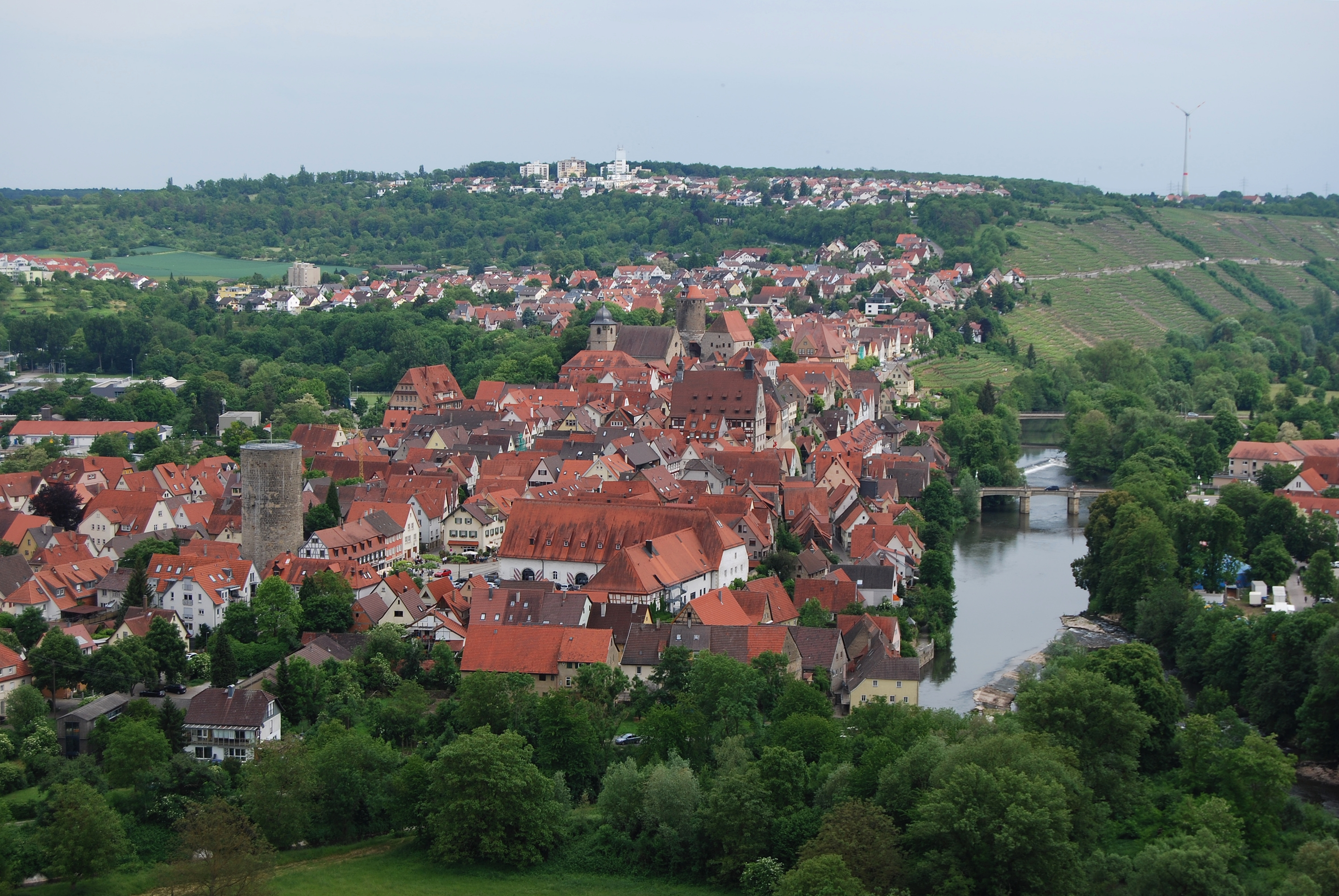
Ansicht von Besigheim, im Vordergrund die Altstadt

Die Gesamtanlage Altstadt  Besigheim in Besigheim, einer Stadt im Landkreis Ludwigsburg in Baden-Württemberg, besteht aus dem Gründungskern mit zwei Burgen, den Burgtürmen als städtebauliche Dominanten und dem gut überlieferten Baubestand des 16. bis 19. Jahrhunderts.
Der sehr gut erhaltene historische Stadtgrundriss, eine nahezu geschlossene, doppelte Stadtumwehrung sowie die kulturlandschaftliche Einbettung der Stadt in die vom Weinbau geprägte Umgebung bilden in Besigheim eine Gesamtanlage im Sinne des § 19 des Denkmalschutzgesetzes, an deren Erhaltung ein besonderes öffentliches Interesse besteht.